# Municipi de Daugavpils
El municipi de Daugavpils (en letó: Daugavpils novads) és un dels 110 municipis de Letònia, que es troba localitzat al sud-est del país bàltic, i que té com a capital la localitat de Daugavpils, tot i que aquesta no està inclosa en el municipi. El municipi va ser creat l'any 2009 després de la reorganització territorial.

## Ciutats i zones rurals
- Ambeļu pagasts (zona rural)
- Biķernieku pagasts (zona rural)
- Demenes pagasts (zona rural)
- Dubnas pagasts (zona rural)
- Kalkūnes pagasts (zona rural)
- Kalupes pagasts (zona rural)
- Laucesas pagasts (zona rural)
- Līksnas pagasts (zona rural)
- Maļinovas pagasts (zona rural)
- Medumu pagasts (zona rural)
- Naujenes pagasts (zona rural)
- Nīcgales pagasts (zona rural)
- Salienas pagasts (zona rural)
- Skrudalienas pagasts (zona rural)
- Sventes pagasts (zona rural)
- Tabores pagasts (zona rural)
- Vaboles pagasts (zona rural)
- Vecsalienas pagasts (zona rural)
- Višķu pagasts (zona rural)

## Població i territori
La seva població està composta per un total de 28.733 persones (2009). La superfície del municipi té uns 1877,6 kilòmetres quadrats, i la densitat poblacional és de 15,30 habitants per kilòmetre quadrat.